# Nachdiplom-Studium
Ein Nachdiplom-Studium ist ein Weiterbildungsangebot im Schweizer Bildungssystem.

## Höhere Fachschule
Die Nachdiplom-Studien der höheren Fachschulen (NDS-HF) finden nach einem vom SBFI bewilligten Rahmenlehrplan statt. Es ist die Weiterführung der beruflichen Grundausbildung, bei entsprechender Weiterbildung oder langjähriger Berufserfahrung.
Die Zulassungsvoraussetzungen sind im jeweiligen Rahmenlehrplan festgehalten. In der Regel wird ein (einschlägiger) Abschluss auf Teritärstufe vorausgesetzt, also namentlich ein Abschluss einer Höheren Fachschule oder (Fach-)Hochschule, ein eidg. Fachausweis oder ein eidg. Diplom.
Die Inhalte können komplementär zur Vorbildung sein (z. B. Betriebswirtschaftliche Vertiefung für Techniker) oder vertiefend.
Viele der NDS-HF sind noch nicht nach der aktuellen Mindestverordnung anerkannt und somit altrechtlich. Die altrechtlichen Ausbildungen gelten aber weiterhin als anerkannt.
Ein Nachdiplomstudium-HF umfasst mindestens 900 Lernstunden.

### Bereich Gesundheit
Im Bereich Gesundheit nehmen die NDS HF eine wichtige Stellungen ein.
Absolventen dürfen geschützte Berufsbezeichnungen wie dipl. Experte Anästhesiepflege NDS HF führen.
Das NDF HF in Pflege werden von der Fachhochschule Bern anerkannt bzw. angerechnet.

## (Fach-)Hochschule
Mit der Umstellung auf das Bologna-System wurden die Nachdiplom Studiengänge der Hochschulen ebenfalls umgestellt.
Die Nachdiplom-Studien auf Hochschulstufe entsprechen nun den Master of Advanced Studies (MAS).
Die Nachdiplomkurse auf Hochschulstufe entsprechen in etwa den Certificate of Advanced Studies (CAS).
Anbieter sind ETH, Universität und Fachhochschulen.